# Samsung Galaxy M53
Il Samsung Galaxy M53 (o Samsung Galaxy M53 5G) è uno smartphone di fascia medio-alta prodotto da Samsung principalmente per il mercato Indiano, facente parte della serie Samsung Galaxy M.

## Caratteristiche tecniche

### Hardware
Il Galaxy M53 5G è uno smartphone con form factor di tipo slate, le cui dimensioni sono di 164,6 × 77 × 7,4 mm e pesa 176 grammi.
Il dispositivo è dotato di connettività GSM, HSPA, LTE e 5G, di Wi-Fi 802.11 a/b/g/n/ac dual-band con supporto a Wi-Fi Direct e hotspot, di Bluetooth 5.2 con A2DP e LE, di GPS con A-GPS, BeiDou, GALILEO e GLONASS e di NFC. Ha una porta USB-C 2.0.
È dotato di schermo touchscreen capacitivo da 6,7 pollici di diagonale, di tipo Super AMOLED Plus Infinity-O, angoli arrotondati e risoluzione FHD+ 1080 × 2408 pixel. Supporta il refresh rate a 120 Hz. Come protezione usa il Gorilla Glass 5.
La batteria ai polimeri di litio da 5000 mAh non è removibile dall'utente. Supporta la ricarica ultra-rapida a 25 W.
Il chipset è un MediaTek Dimensity 900 con CPU octa core (2 core a 2,4 GHz + 6 core a 2 GHz). La memoria interna di tipo eMMC 5.1 è di 128 GB espandibili con microSD sino a 1 TB, mentre la RAM è di 6/8 GB.
La fotocamera posteriore ha un sensore principale da 108 megapixel, con apertura f/1.8, uno da 8 MP ultra-grandangolare, una da 2 MP per le profondità e una da 2 MP per le macro, è dotata di autofocus PDAF, modalità HDR e flash LED, in grado di registrare al massimo video 4K a 30 fotogrammi al secondo, mentre la fotocamera anteriore è singola da 32 MP con registrazione video massimo in 4K@30 fps e supporto HDR.

### Software
Il sistema operativo è Android 12. Ha l'interfaccia utente One UI 4.1.
A novembre 2022 inizia a ricevere Android 13 con One UI 5.0, mentre da marzo 2023 si aggiorna alla One UI 5.1.

## Galaxy Quantum 3
Il Galaxy Quantum 3 viene presentato il 20 aprile 2022. Ha come unica differenza la presenza di un chip quantistico.